# IC 1242
IC 1242 је спирална галаксија у сазвјежђу Змијоноша која се налази на листи објеката дубоког неба у Индекс каталогу.
Деклинација објекта је + 4° 2' 59" а ректасцензија 17h 8m 42,9s. Привидна величина (магнитуда) објекта IC 1242 износи 14,0 а фотографска магнитуда 14,8. IC 1242 је још познат и под ознакама UGC 10718, MCG 1-44-1, CGCG 54-2, IRAS 17062+0406, PGC 59688.